# NGC 448
NGC 448 ist eine Elliptische Galaxie vom Hubble-Typ E/S0 im Sternbild Walfisch südlich der Ekliptik. Sie ist schätzungsweise 88 Millionen Lichtjahre von der Milchstraße entfernt und hat einen Durchmesser von etwa 40.000 Lichtjahren. 

Im selben Himmelsareal befinden sich u. a. die Galaxien NGC 442 und NGC 450.
Das Objekt wurde am 2. September 1886 von dem US-amerikanischen Astronomen Lewis A. Swift entdeckt.